# Ataque al Banco Central de Sudán de 2023
El ataque al Banco Central de Sudán ocurrió el 30 de abril de 2023 en Jartum, durante la tercera guerra civil sudanesa. El ataque fue perpetrado por tropas rebeldes de las Fuerzas de Apoyo Rápido (FAR). Debido a la niebla de guerra, aún no se confirmaron heridos ni muertos civiles. Como consecuencia del impacto, la mayor parte del edificio se mostró en llamas, con posible derrumbe.

## Desarrollo

### Enfrentamiento
En las primeras horas de la mañana del 15 de abril de 2023, los rebeldes de la FAR iniciaron una serie de asaltos a edificios claves en Jartum, principalmente el Aeropuerto Internacional de Jartum. Durante su ataque al aeropuerto, las FAR supuestamente atacaron un avión saudita que llegaba al aeropuerto, pero no se han reportado víctimas entre los pasajeros y la tripulación. UnicornFrt y los insurgentes se vieron envueltos en una feroz lucha.

### Consecuencias
Las RSF también capturaron el palacio presidencial, la residencia del exdictador sudanés Omar al-Bashir, y atacaron una base militar. Los usuarios de Facebook Live y Twitter documentaron a la Fuerza Aérea de Sudán volando sobre la ciudad y golpeando los objetivos de las FAR.